# Философия культуры
Философия культуры — раздел философии, рассматривающий культуру как целостность.

## Направления развития
Философия культуры развивается в четырёх направлениях:
1. В первом направлении идёт рассмотрение культуры в аспекте проблемы совершенствования разума. Последнюю предлагается решать путём разработки методов получения истинного знания.
2. Второе направление в философии культуры показывает последнюю в виде коллективного общественного продукта.
3. Третье направление — концепция, которая разрабатывалась в философии истории.
4. Четвёртое направление развивает точку зрения, согласно которой культура поставила перед собой цель установление связи и сведение в единое целое практической конструкции многообразие односторонних и частных подходов, методов анализа и интерпретаций культуры.

## Философия культуры в XIX веке
Философия культуры появилась в XIX веке, опираясь на философские системы, охватывающие бессознательное, ум и волю. На основе критики существующих систем образовалось три основных направления: позитивизм, неокантианство и «философия жизни». К началу XX века возникло понятие культуры, произошедшее из-за сближения культурологии позитивизма с философией культуры неокантианства и философией жизни. Тогда же начинают различать германские, французские, англо-американские попытки осознания философии культуры.

## Философия культуры в XX веке
В XX веке на философию культуры оказали своё влияние такие учёные, как Вильгельм Дильтей, Анри Бергсон, Георг Зиммель и представители баденского неокантианства.
Современная версия философии культуры оформляется лишь с середины XX века.
В России философией культуры занимались П. А. Флоренский, Андрей Белый, В. В. Иванов, П. А. Сорокин, Е. В. Спекторский, П.С. Гуревич, Г. Г. Шпет.